# Soma quadrática de Gauss
Na teoria dos números, as somas quadráticas de Gauss são certas somas finitas de raízes de unidade. Uma soma de Gauss quadrática pode ser interpretada como uma combinação linear dos valores da função exponencial complexa com coeficientes dados por um caractere quadrático; para um caráter geral, se obtém uma soma de Gauss mais geral. Esses objetos são nomeados em homenagem a Carl Friedrich Gauss, que os estudou extensivamente e os aplicou às leis de reciprocidade quadrática, cúbica e biquadrática.

## Definição
Para um número primo ímpar p e um inteiro a, a soma quadrática de Gauss g(a; p) é definida como
{\displaystyle g(a;p)=\sum _{n=0}^{p-1}\zeta _{p}^{an^{2}},}
onde {\displaystyle \zeta _{p}} é uma raiz p-ésima primitiva da unidade, por exemplo {\displaystyle \zeta _{p}=\exp(2\pi i/p)}.
Para a divisível por p a expressão {\displaystyle \zeta _{p}^{an^{2}}} resulta em {\displaystyle 1}. Daí, temos
{\displaystyle g(a;p)=p.}
Equivalentemente,
{\displaystyle g(a;p)=\sum _{n=0}^{p-1}{\big (}1+\left({\tfrac {n}{p}}\right){\big )}\,\zeta _{p}^{an}.}
Para um a que não é divisível por p, esta expressão se reduz a
{\displaystyle g(a;p)=\sum _{n=0}^{p-1}\left({\tfrac {n}{p}}\right)\,\zeta _{p}^{an}=G(a,\left({\tfrac {\cdot }{p}}\right)),}
onde
{\displaystyle G(a,\chi )=\sum _{n=0}^{p-1}\chi (n)\,\zeta _{p}^{an}}
é a soma de Gauss definida para qualquer caractere χ módulo p.

## Propriedades
- O valor da soma de Gauss é um inteiro algébrico no p-ésimo campo ciclotômico {\displaystyle \mathbb {Q} (\zeta _{p})}.
- A avaliação da soma de Gauss para um inteiro a não divisível por um primo p > 2 pode ser reduzida para o caso a = 1:

{\displaystyle g(a;p)=\left({\tfrac {a}{p}}\right)g(1;p).}
- O valor exato da soma de Gauss para a = 1 é dado pela fórmula:[1]

{\displaystyle g(1;p)=\sum _{n=0}^{p-1}e^{\frac {2\pi in^{2}}{p}}={\begin{cases}(1+i){\sqrt {p}}&{\text{if}}\ p\equiv 0{\pmod {4}},\\{\sqrt {p}}&{\text{se}}\ p\equiv 1{\pmod {4}},\\0&{\text{if}}\ p\equiv 2{\pmod {4}},\\i{\sqrt {p}}&{\text{se}}\ p\equiv 3{\pmod {4}}.\end{cases}}}
Observação
Na verdade, a identidade
{\displaystyle g(1;p)^{2}=\left({\tfrac {-1}{p}}\right)p}
foi fácil de provar e levou a uma das provas de reciprocidade quadrática de Gauss. No entanto, a determinação do sinal da soma de Gauss se revelou consideravelmente mais difícil: Gauss só pôde a estabelecer após vários anos de trabalho. Mais tarde, Dirichlet, Kronecker, Schur e outros matemáticos encontraram provas diferentes.

## Somas quadráticas generalizadas de Gauss
Sejam a, b, c números naturais. A soma quadrática de Gauss generalizada G(a, b, c) é definida por
{\displaystyle G(a,b,c)=\sum _{n=0}^{c-1}e^{2\pi i{\frac {an^{2}+bn}{c}}}}.
A soma quadrática de Gauss clássica é a soma g(a, p) = G(a, 0, p).
Propriedades
- A soma de Gauss G(a,b,c) depende apenas da classe de resíduos de a e b módulo c.
- As somas de Gauss são multiplicativas, ou seja, dados os números naturais a, b, c, d com mdc(c, d) = 1 se tem

{\displaystyle G(a,b,cd)=G(ac,b,d)G(ad,b,c).}
Esta é uma consequência direta do teorema chinês do resto.
- Se tem G(a, b, c) = 0 se mdc(a, c) > 1 exceto se mdc(a,c) divide b, caso em que se tem

{\displaystyle G(a,b,c)=\gcd(a,c)\cdot G\left({\frac {a}{\gcd(a,c)}},{\frac {b}{\gcd(a,c)}},{\frac {c}{\gcd(a,c)}}\right)}.
Assim, na avaliação de somas quadráticas de Gauss, se pode sempre assumir mdc(a, c) = 1.
- Sejam a, b, c inteiros com ac ≠ 0 e ac + b par. Se tem o seguinte análogo da lei de reciprocidade quadrática para (ainda mais geral) somas de Gauss[2]

{\displaystyle \sum _{n=0}^{|c|-1}e^{\pi i{\frac {an^{2}+bn}{c}}}=\left|{\frac {c}{a}}\right|^{\frac {1}{2}}e^{\pi i{\frac {|ac|-b^{2}}{4ac}}}\sum _{n=0}^{|a|-1}e^{-\pi i{\frac {cn^{2}+bn}{a}}}}.
- Defina

{\displaystyle \varepsilon _{m}={\begin{cases}1&{\text{se}}\ m\equiv 1{\pmod {4}}\\i&{\text{se}}\ m\equiv 3{\pmod {4}}\end{cases}}}
para cada número inteiro ímpar m. Os valores das somas de Gauss com b = 0 e mdc(a, c) = 1 são explicitamente dados por
{\displaystyle G(a,c)=G(a,0,c)={\begin{cases}0&{\text{se}}\ c\equiv 2{\pmod {4}}\\\varepsilon _{c}{\sqrt {c}}\left({\dfrac {a}{c}}\right)&{\text{se}}\ c\equiv 1{\pmod {2}}\\(1+i)\varepsilon _{a}^{-1}{\sqrt {c}}\left({\dfrac {c}{a}}\right)&{\text{se}}\ c\equiv 0{\pmod {4}}.\end{cases}}}
Aqui (⁠a/c⁠) é o símbolo de Jacobi. Esta é a famosa fórmula de Carl Friedrich Gauss.
- Para b > 0, as somas de Gauss podem ser facilmente calculadas completando o quadrado na maioria dos casos. No entanto, isso falha em alguns casos (por exemplo, c par e b ímpar), o que pode ser calculado de forma relativamente fácil por outros meios. Por exemplo, se c é ímpar e mdc(a, c) = 1, se tem

{\displaystyle G(a,b,c)=\varepsilon _{c}{\sqrt {c}}\cdot \left({\frac {a}{c}}\right)e^{-2\pi i{\frac {\psi (a)b^{2}}{c}}},}
onde ψ(a) é algum número com 4ψ(a)a ≡ 1 (mod c). Como outro exemplo, se 4 divide c e b é ímpar e como sempre mdc(a, c) = 1, então G(a, b, c) = 0. Isso pode, por exemplo, ser provado da seguinte forma: por causa da propriedade multiplicativa das somas de Gauss, só temos que mostrar que G(a, b, 2n) = 0 se n > 1 e a, b são ímpares com mdc(a, c) = 1. Se b é ímpar, então an2 + bn é par para todo 0 ≤ n < c − 1. Pelo lema de Hensel, para cada q, a equação an2 + bn + q = 0 tem no máximo duas soluções em {\displaystyle \mathbb {Z} }/2n{\displaystyle \mathbb {Z} }. Por causa de um argumento de contagem, an2 + bn percorre todas as classes de resíduos pares módulo c exatamente duas vezes. A fórmula da soma geométrica mostra então que G(a, b, 2n) = 0.
- Se c for um número inteiro livre de quadrados ímpares e mdc(a, c) = 1 então

{\displaystyle G(a,0,c)=\sum _{n=0}^{c-1}\left({\frac {n}{c}}\right)e^{\frac {2\pi ian}{c}}.}
Se c não for quadrado, o lado direito desaparece, enquanto o lado esquerdo não. Frequentemente, a soma certa também é chamada de soma quadrática de Gauss.
- Outra fórmula útil

{\displaystyle G\left(n,p^{k}\right)=p\cdot G\left(n,p^{k-2}\right)}
vale para k ≥ 2 e um número primo ímpar p, e para k ≥ 4 e p = 2.

## Nota
1. ↑  Máximo divisor comum (M.D.C.) – do inglês greatest common divisor (G.C.D.)